# Cold case (onderzoek)
Een cold case (letterlijk: "koude zaak") betreft een (mogelijk) misdrijf dat door politie en justitie is onderzocht, maar waarbij het niet is gelukt om de zaak op te lossen. Wanneer het dossier gesloten wordt en niet actief onderzoek wordt gedaan, spreekt men van een cold case.

## Algemeen
In beginsel kan een cold case elk mogelijk misdrijf betreffen, maar bij de Nederlandse politie kwalificeert een onopgeloste zaak slechts als cold case wanneer het feit minimaal 12 jaar celstraf kan opleveren. Het gaat hier dan om levensdelicten zoals moord en doodslag en langdurige vermissingen.

### Oplossen van cold cases
Soms kan het onderzoek naar cold case worden heropend en alsnog worden opgelost. Het oplossen van cold cases gebeurt bijvoorbeeld door:
- Nieuw bewijsmateriaal
- Nieuwe getuigenverklaringen
- Inzet van geavanceerde opsporingstechnieken, te gebruiken om nieuw bewijsmateriaal te vergaren of bestaand materiaal nogmaals te analyseren
- DNA-onderzoek
- Hernieuwd dossieronderzoek

In sommige gevallen bekennen daders op latere leeftijd het misdrijf alsnog uit eigen beweging. Dat gebeurde bijvoorbeeld inzake de in 1946 gepleegde moord op Felix Guljé. De dader biechte deze moord in 2011 op waarmee de moord na 65 jaar kon worden opgelost. 

### Cold cases in de media
Een strategie om cold cases te kunnen oplossen is door het inzetten van media. Tv-programma's als Opsporing Verzocht, Vermist en voorheen Peter R. de Vries Misdaadverslaggever besteden regelmatig aandacht aan onopgeloste cold cases. Soms leiden de uitzendingen tot relevante tips van getuigen.

## Wetgeving

### België
Eind 2022 werd in België een wetsontwerp goedgekeurd waardoor ernstige moord- en roofmoordzaken niet meer kunnen verjaren. Eerder bestond deze wet al voor zaken als genocide, misdaden tegen de menselijkheid, oorlogsmisdaden en seksuele misdrijven ten aanzien van minderjarigen. In maart 2024 werd de wet goedgekeurd. De nieuwe wet kan tevens toegepast worden op oude zaken, zoals die rond de Bende van Nijvel. Het wetsvoorstel schaft daarbij de mogelijkheid tot onderbreking van de verjaringstermijn af en voorkomt dat dossiers kunnen verjaren zodra ze zijn doorverwezen naar de correctionele rechtbank. De huidige verjaringstermijnen, die variëren van minimaal 6 maanden tot maximaal 20 jaar, worden aangepast naar een periode van minimaal 1 jaar tot maximaal 30 jaar, afhankelijk van de minimum- en maximumstraf die op het misdrijf staat.
Eveneens in 2024 werd in België tevens een wet goedgekeurd die verwantschapsonderzoek toestaat in het kader van misdaadsonderzoek, wat mogelijk kan zorgen voor nieuwe informatie over daders. Door de nieuwe wet mag DNA dat gevonden is op een plaats delict vergeleken worden met DNA van naasten van de dader als dit DNA zich in de databank bevindt. Aan de hand van fenotypering kan vervolgens achterhaald worden hoe de dader er ongeveer uitzag, hoe oud deze ongeveer was en uit welke regio die afkomstig is.

### Nederland
Tot 2006 konden moordzaken in Nederland verjaren, met een verjaringstermijn van 18 jaar voor onopgeloste moorden. Wanneer een dader na die periode alsnog werd opgepakt, kon deze niet meer strafrechtelijk worden vervolgd. Deze regel stamde nog uit de 19e eeuw, een tijd waarin men het onmogelijk achtte om na zo’n lange periode nog betrouwbaar bewijs te verzamelen. Door de komst van geavanceerde opsporingstechnieken, zoals DNA-onderzoek en database-matching, is die gedachte echter achterhaald. Ook speelt het rechtsgevoel van veel mensen hierbij een rol: velen vinden dat een onopgeloste moord altijd tot vervolging en veroordeling moet kunnen leiden. Sinds 2006 is de verjaringstermijn voor moord en enkele andere ernstige misdrijven daarom geheel afgeschaft of aanzienlijk verlengd. Als gevolg hiervan beschikken veel politiekorpsen tegenwoordig over zogenaamde Cold Case Teams, die oude onopgeloste zaken opnieuw onderzoeken. 

## Opgeloste cold cases
België
- Moord op Eve Poppe (1997, opgelost in 2017)
- Moord op Iona Balaban (1999, opgelost in 2024)

Nederland
- Moord op Felix Guljé (1946, opgelost in 2011)
- De Zaak Bolhaar (1984, opgelost in 2002)
- Zaanse paskamermoord (1984, opgelost in 2002)
- Moord op Semiha Metin (1991, opgelost in 2009)
- Moord op Milica van Doorn (1992, opgelost in 2017)
- Moord op Andrea Luten (1993, opgelost in 2010)
- Puttense moordzaak (1994, opgelost in 2008)
- Moord op Nicole van den Hurk (1995, opgelost in 2014)
- Utrechtse serieverkrachter (1995 en 2001, opgelost in 2014)
- Moord op Els Slurink (1997, opgelost in 2021)
- Moord op Henk Opentij en Mary Run (1997, opgelost in 2012)
- Dood van Nicky Verstappen (1998, opgelost in 2018)
- Moord op Marianne Vaatstra (1999, opgelost in 2012)
- Posbankmoord (2003, opgelost in 2016)
- Doodslag op Anneke van der Stap (2005, opgelost in 2010)
- Zaak-Sem Vijverberg (2006, opgelost in 2022)

Verenigde Staten
- Moord op Patricia Kalitzke en Lloyd Duane Bogle (1956, opgelost in 2021)

## Openstaande cold cases

### België
- Moord op Jeanne Van Calck (1906)
- Verdwijning van Marcel Coopman (1974)
- Verdwijning van Maddy Hollanders (1976)
- Moord op Carine Dellaert (1982)
- Bende van Nijvel (1982, 1983, 1985)
- Moord op Francis Zwarts (1982)
- Verdwijning van zuster Gabrielle (1982)
- Moord op Wendy Willems (1983)
- Moord op Lieve Desmet (1984)
- Moord op Christine Van Hees (1984)
- Moord op Katrien De Cuyper (1991)
- Verdwijning van Nathalie Geijsbregts (1991)
- Moord op Ingrid Caeckaert (1991)
- Moord op Christiane Heiser (1992)
- Moord op Tania Van Kerkhoven (1993)
- Verdwijning van Kim en Ken (1994)
- Moord op Herman Meert (1994)
- Moord op Joke Van Steen (1995)
- Slachter van Bergen (1996 - 1997)
- Moord op Sally Van Hecke (1996)
- Moord op Peter De Vleeschauwer (1996)
- Verdwijning van Liam Vanden Branden (1996)
- Moord op broers Louis en Alfons Cassiman (2004)
- Moord op Tamara Morris (2006)
- Moord op Ann Bourgoin (2006)

### Nederland
- Moord op Marietje Kessels (1900)
- Verdwijning van Jopie de Nigtere (1939)
- Moord op Magere Josje (1957)
- Moord op Blonde Dolly (1959)
- Moord op Zwarte Jeanne (1963)
- Brekelsveld-moord (1963)
- Japanse koffermoord (1965)
- Verdwijning van Betty Kunst (1968)
- Verdwijning van Ria Daanen (1971)
- Verdwijning van Marjo Winkens (1975)
- Moord op het "Heulmeisje" (1976)
- Verdwijning van Eefke Wolf (1983)
- Verdwijning van Germa van den Boom (1984)
- Moord op André Brilleman (1985)
- Rijswijkse moorden (1985)
- Moord op Wilma Bres (1989)
- Verdwijning van Duncan Zwakke (1989)
- Meisje van Teteringen (1990)
- Verdwijning van Willeke Dost (1992)
- Verdwijning van Lisette Vroege (1992)
- Verdwijning van Tanja Groen (1993)
- Verdwijning van Jaïr Soares (1995)
- Moord op Antoinette Bont (1995)
- Moord op Chris van de Werken (1996)
- Moord op Hans Blüml (1999)
- Moord op Cornelis Speksnijder (2002)
- Moord op Rooie Jeanette (2003)
- Dood van Cassandra van Schaijk (2007)
- Moord op Betty Szabó (2009)
- Verdwijning van Henk Peters (2009)
- Moord op Ida Sjamsudin (2010)

### Canada
- Verdwijning van Mekayla Bali (2016)

### Portugal
- Verdwijning van Madeleine McCann (2007)

### Rwanda
- Moord op Dian Fossey (1985)

### Verenigd Koninkrijk
- Jack the Ripper (1888)
- Zaak van de Groene Fiets (1919)
- Brighton-koffermoorden (1934)
- Verdwijning van Andrew Gosden (2007)

### Verenigde Staten
- Moord op Elsie Paroubek (1911)
- Lindbergh-ontvoering (1932)
- Cleveland Torso Murderer (1935-1938)
- Verdwijning van Paula Jean Welden (1946)
- Moord op Elizabeth Short (1947)
- Zodiac Killer (1968-1969)
- D.B. Cooper (1971)
- Alfabetmoorden (1971-1973)
- Kunstroof in het Isabella Stewart Gardner Museum (1990)
- Moord op JonBenét Ramsey (1996)